# Rosa Martín
Rosa Martín fue una actriz y vedette argentina de cine y teatro de revistas de la década de 1940. 

## Carrera artística
Rosa Martín empezó su carrera cinematográfica en el año 1940 comenzando su década de oro en el cine (1940-1952) en dos películas de Manuel Romero Los muchachos se divierten e Isabelita protagonizadas por Enrique Serrano, Sofía Bozán y Paulina Singerman, luego continuo en 1941 en Yo quiero se bataclana donde secundó a Niní Marshall y Mi amor eres tú y en 1947 Navidad de los pobres. Esta etapa junto a Manuel Romero la fue alternando en 1942 con otros directores como Luis César Amadori El tercer beso, Catrano Catrani en En el último piso y Carlos Hugo Christensen con quién filmó Locos de verano basado en la obra homónima de Gregorio de Laferrère y en el año 1952 en el policial negro No abras nunca esa puerta en el episodio Alguien en el teléfono, género al que volvió en el mismo año con Daniel Tinayre en Deshonra.

## Filmografía
- Los muchachos se divierten (1940)
- Isabelita (1940)
- Yo quiero ser bataclana (1941)
- Mi amor eres tú  (1941)
- Locos de verano (1942)
- El tercer beso (1942)
- En el último piso (1942)
- Navidad de los pobres (1947)
- No abras nunca esa puerta (1952)...episodio "Alguien en la puerta "
- Deshonra (1952)